# 奴隷区 僕と23人の奴隷
『奴隷区 僕と23人の奴隷』（どれいく ぼくとにじゅうさんにんのどれい）は、岡田伸一による日本の小説作品。
本項では、プロトタイプにあたる『僕と23人の奴隷』（ぼくとにじゅうさんにんのどれい）や、派生作品についても触れる。

## 概要
『僕と23人の奴隷』というタイトルのケータイ小説としてエブリスタで連載された。他人を奴隷にすることのできる機械「SCM」を手に入れた人間たちによる群像劇が描かれる。単行本は2012年に双葉社より全3巻が刊行された。
2013年から文庫版の制作にともない『奴隷区 僕と23人の奴隷』に改題、双葉文庫より全3冊刊行。本編に加えて、番外編や続編も発表されている。また、2012年の漫画化を皮切りにメディアミックス化が進み、2014年には秋元才加と本郷奏多のW主演で実写映画化され、2018年にはテレビアニメが放送された。
1から3巻を加筆修正し改題した合本『東京23/奴隷区』や、完全新作の『大奴隷区 君と1億3千万の奴隷』（だいどれいく きみといちおくさんぜんまんのどれい）、黒田高祥によるスピンオフ『奴隷区‐GANG AGE-』（どれいく ギャング エイジ）が制作されている。

## 登場人物

### 本編『奴隷区 僕と23人の奴隷』および『東京23/奴隷区』の登場人物
声はテレビアニメのもの。
荒川 エイア（あらかわ エイア）
声 - 山村響
本作の主人公。ズシオウマルの飼い主。友人の紹介でユウガと知り合いSCMを知る。最初はユウガの「保険」として参加していたが、ユウガが「頭のおかしい人」の奴隷になったため、自らSCMを付けてゲームに参加する。ユウガを奴隷にした後、すべてのSCMを回収し、奴隷を全員解放することを決意する。
大田 ユウガ（おおた ユウガ）
声 - 鈴木崚汰
シンノスケとともに起業する予定であったが、面白いことが出来ると考えSCMを手にした。セイヤとアヤカを奴隷にしたが、その後セイヤをリュウオウに、アヤカをフジコに取られる。フジコに勝負で負けて奴隷にされるが、エイアが「保険」の約束を果たしエイアの奴隷になる。サチの罠にはまって落とし穴に転落するが、とっさにエイアを突き飛ばして転落を未然に防いだ。その後、ツバキの奴隷になるも助けに来たエイアにより解放された。
江戸川 リュウオウ（えどがわ リュウオウ）
声 - 泊明日菜
ジュリアやアタルなど多くの奴隷を従える少年。借金のカタにムオンによって母親を風俗嬢として拘束されており、解放するための資金集めに奴隷を集めている。タキオに奴隷たちを奪われるもシンノスケ、エイアと協力してタキオを撃破。解放後、ムオンより母親の解放を約束された。
葛飾 ジュリア（かつしか ジュリア）
声 - 千本木彩花
セイヤの彼女。歌舞伎町の人気キャバ嬢。セイヤがアヤカに奴隷にされたため振られた後、リュウオウと知り合う。リュウオウの最初の奴隷になり、命令されずとも主のために動く第二段階に達し、リュウオウに心から尽くすようになる。ツバキに捕らえられても、最後まで忠誠を誓っていた。
新宿 セイヤ（しんじゅく セイヤ）
声 - 緑川光
ジュリアの彼氏。歌舞伎町にあるホストクラブのNo. 1ホスト。アヤカを奴隷にしようとして失敗し、逆に奴隷になる。その後、エイアとユウガから勝負を持ち掛けられ、アヤカから解放されるためにあえて不利な勝負に乗る。ユウガの奴隷となるが、アヤカによって別れさせられたジュリアと再会した時に勝負に負け、リュウオウの奴隷になる。
豊島 アヤカ（としま アヤカ）
声 - 木下鈴奈
セイヤのお得意客。ユウガの奴隷となるが、フジコにユウガが捕まった際にフジコの奴隷となる。フジコがリュウオウに団体戦で負けた際に、リュウオウの奴隷となる。
杉並 ルシエ（すぎなみ ルシエ）
声 - 西田望見
地味なOL。オフ会で出会った目黒にレイプされ、復讐のためにSCMを目黒に付け奴隷にする。その後フジコの奴隷にされ、団体戦の後、リュウオウの奴隷となる。
目黒 マサカズ（めぐろ マサカズ）
声 - 川津泰彦
太った中年男で、ルシエと知り合い強姦したことでルシエの怒りを買い、勝負に敗れて奴隷にされる。その後も、単なる弱いコマとして扱われる。
足立 シヲリ（あだち シヲリ）
声 - 八島さらら
お姫様カフェの店員。普段は姉御肌のサバサバした性格。中野と知り合った際にゼンイチに襲われ、奴隷になる。その後、中央に助けられ、リュウオウの奴隷になる。
中野 タイジュ（なかの タイジュ）
声 - 村瀬歩
シヲリを理想の女王様とあがめる。女装してシヲリに近づいたが、ゼンイチに襲われる。その後、中央に助けられ、リュウオウの奴隷になる。
文京 ゼンイチ（ぶんきょう ゼンイチ）
声 - 稲田徹
金と女とけんかを好む男。指図されるのが嫌い。練馬から跡継ぎの条件として、SCMを使った奴隷集めを提示されSCM装着者を探していたところに足立らと出会う。ズシオウマルに負けて奴隷となるが、その後に中野に負ける。リュウオウと出会う前にフジコに負け、フジコの奴隷になる。
中央 アタル（ちゅうおう アタル）
声 - 小西克幸
スーツ姿の実業家。ジュリアの常連客で、ジュリアを元気づけようとして勝負に負け、リュウオウの奴隷になる。以後、リュウオウの右腕的存在として活動する。ツバキを追い詰めるも、逆に罠にはまって奴隷にされた。
品川 ゼロ（しながわ ゼロ）
声 - 國立幸
キヨの息子で、パン工場で夜勤をしている。「いなくなっても誰も気にしない」という理由でリュウオウの奴隷にされた。
港 タキオ（みなと タキオ）
声 - 白井悠介
猜疑心の強い男。ジュリアの働くキャバクラで、ジュリアを奴隷にしようとして勝負したが、サチが勝負に負けたためサチを奴隷にする。その後、フジコを奴隷にすることでツバキのジャッジメントSCMの情報を聞き出し、ツバキを配下に置く。しかしリュウオウ、シンノスケ、エイアの共闘による勝負に敗れた。解放後はムオンに拘束され、恐怖のあまり涙を浮かべていた。
渋谷 サチ（しぶや サチ）
声 - 結城光
キャバクラでタキオの奴隷にされた後、エイアの奴隷になるが、ツバキの奴隷にされ助けに来たユウガ達を罠にはめる。
ジュリアの同僚のキャバ嬢。
墨田 ズシオウマル（すみだ ズシオウマル）
声 - 宮田幸季
エイアの飼い犬。道に迷った際に墨田博士に拾われ、その恩義を返すべくSCMの開発実験の実験台となる。墨田博士を貶めた世田谷に復讐するため、SCMを付けて放浪の旅に出る。エイアに再開した後、エイアをユウガに従わせるためにユウガの奴隷にされる。その後、ユウガがエイアの奴隷になったので、自身もエイアの奴隷になった。
北 ミナミ（きた ミナミ）
声 - 上村彩子
ムオンの孫。女子高生。過保護すぎるムオンを鬱陶しく感じている。エイアとの勝負に敗れ奴隷とされるが、ツバキの策略にはまってツバキの奴隷となった。
板橋 ゲッコウ（いたばし ゲッコウ）
声 - 河西健吾
マリアのインターネットでの相談室の熱狂的なファン。しかし当のマリアからは面倒くさい人間だと思われている。
練馬 ムオン（ねりま ムオン）
声 - 堀内賢雄
裏の世界で名の知れた男。歌舞伎町界隈で手広く夜の商売をしているグループを経営している。エイア達との勝負に負け、孫のミナミとともにエイアの奴隷になる。リュウオウの母親を借金の返済のためと、自身が経営する風俗店で働かせている。解放後はタキオを拘束、リュウオウへの恩返しとして母親を返すことを約束した。
千代田 マリア（ちよだ マリア）
声 - 早川沙希
美容師学校時代に傷害罪で逮捕され、キヨに出会う。インターネット上で相談室を開いていた際、ゲッコウと知り合ってキヨの魂を持つゼロを守るために協力を仰ぐ。しかし「弱そう」という理由でタキオに目をつけられ、早々に奴隷にされてしまう。
江東 キヨ
声 - 國立幸
マリアが獄中で知り合った女性。ゼロの母親であり、陰気だったマリアと遊びに繰り出し元気づかせる。交通事故により亡くなったが、ゼロはその事実を知らない。キヨの魂はゼロに取り込まれており、わずかな時間でゼロに乗り移る。
世田谷 ツバキ（せたがや ツバキ）
声 - 興津和幸
墨田博士の研究室に所属していたが、SCMを人の奴隷化に利用するために研究データを消去し、試作品をもって研究室を去った。戦わずして奴隷に取り込む星印のジャッジメントSCMを所持する。リュウオウの奴隷たちを自分の配下に置くことに成功したが、タキオの奴隷となったフジコの策略にはまり、タキオの奴隷になる。タキオの敗戦後、行方をくらませた。
立川 シンノスケ（たちかわ シンノスケ）
声 - 森久保祥太郎
ユウガの友人。本作の登場人物で唯一、名字が23区外の地名。もともとユウガとはSCMの売買で一儲けしようとしたが、SCMの魅力に取りつかれたユウガと反りが合わなくなり疎遠になる。その後、タキオの奴隷にされたユウガを救うため、リュウオウとエイアに協力する。
台東 フジコ（たいとう フジコ）
声 - 荒浪和沙
恋に一途な看護師。シンノスケに助けられた際に恋に落ち、シンノスケを探すために奴隷を集める。リュウオウに団体戦で負け奴隷になるが、ジャッジメントSCMを調べるために潜伏していた学校でツバキに遭遇、奴隷にされる。その後、街中でシンノスケの名前を出して近づいてきたタキオに敗れタキオの奴隷となった。
墨田博士（すみだはかせ）
声 - 小杉十郎太
脳研究の科学者。道に迷ったズシオウマルを世話しながら、Slave Control Method＝SCMの開発に成功する。その後、研究データをツバキに盗まれ、自宅で首吊り自殺した。

## 刊行一覧

### 小説
- 岡田伸一（著）、双葉社
  - 『僕と23人の奴隷』 2012年3月16日発売[6]、ISBN 978-4-575-23760-3
  - 『僕と23人の奴隷 覚悟の重さ編』 2012年8月3日発売[7]、ISBN 978-4-575-23781-8
  - 『僕と23人の奴隷 東京大かくれんぼ編』 2012年12月14日発売[8]、ISBN 978-4-575-23797-9
  - 『奴隷区2nd. 新宿奇行会』 2014年6月20日発売[9]、ISBN 978-4-575-23867-9
- 岡田伸一（著）、双葉社〈双葉文庫〉
  - 『奴隷区 僕と23人の奴隷 I』 2013年11月14日発売[10]、ISBN 978-4-575-51631-9
  - 『奴隷区 僕と23人の奴隷 II』2014年1月9日発売[11]、ISBN 978-4-575-51644-9
  - 『奴隷区 僕と23人の奴隷 III』2014年3月13日発売[12]、ISBN 978-4-575-51661-6
  - 『奴隷区 僕と23人の奴隷 ex.』2014年5月15日発売[13]、ISBN 978-4-575-51677-7
- 岡田伸一（著）、KADOKAWA〈角川ホラー文庫〉
  - 『東京23／奴隷区』 2019年3月23日発売[14]、ISBN 978-4-04-108030-6

### 漫画

#### オオイシヒロト版
- 岡田伸一（原作）・オオイシヒロト（漫画） 『奴隷区 僕と23人の奴隷』 双葉社〈アクションコミックス〉、全10巻
  1. 2012年12月12日発売[15]、ISBN 978-4-575-84171-8
  2. 2013年4月26日発売[16]、ISBN 978-4-575-84224-1
  3. 2013年8月28日発売[17]、ISBN 978-4-575-84281-4
  4. 2013年12月27日発売[18]、ISBN 978-4-575-84328-6
  5. 2014年5月28日発売[19]、ISBN 978-4-575-84416-0
  6. 2014年10月28日発売[20]、ISBN 978-4-575-84519-8
  7. 2015年3月27日発売[21]、ISBN 978-4-575-84602-7
  8. 2015年9月25日発売[22]、ISBN 978-4-575-84685-0
  9. 2016年5月12日発売[23]、ISBN 978-4-575-84801-4
  10. 2016年10月28日発売[24]、ISBN 978-4-575-84874-8
- 岡田伸一（原作）・オオイシヒロト（漫画） 『大奴隷区 君と1億3千万の奴隷』 双葉社〈アクションコミックス〉、全4巻
  1. 2017年5月27日発売[25]、ISBN 978-4-575-84976-9
  2. 2017年11月28日発売[26]、ISBN 978-4-575-85071-0
  3. 2018年4月28日発売[27]、ISBN 978-4-575-85148-9
  4. 2019年3月22日発売[28]、ISBN 978-4-575-85285-1

#### 黒田高祥版
- 岡田伸一（原作）・黒田高祥（漫画） 『奴隷区-GANG AGE-』 KADOKAWA〈ドラゴンコミックスエイジ〉、全3巻
  1. 2020年2月7日発売[29]、ISBN 978-4-040-73505-4
  2. 2020年8月7日発売[30]、ISBN 978-4-040-73772-0
  3. 2021年2月9日発売[31]、ISBN 978-4-040-73985-4

## 実写映画
2014年6月28日に公開された。主演は秋元才加と本郷奏多。

### キャスト
- 荒川エイア - 秋元才加
- 大田ユウガ - 本郷奏多
- 葛飾ジュリア - 大沢ひかる
- 中央アタル - 山田裕貴
- 新宿セイヤ - 久保田悠来
- 杉並ルシエ - 杏さゆり
- 足立シヲリ - 折井あゆみ
- 墨田ズシオウマル - イ・テガン
- 豊島アヤカ - 麻亜里
- 文京ゼンイチ - 黒石高大
- 目黒マサカズ - 斉藤悠
- 板橋ゲッコウ - 槙尾ユウスケ
- 中野タイジュ - 岩崎う大
- 渋谷サチ - 天乃舞衣子
- 品川ゼロ - 川嵜祐樹
- 港タキオ - 畔柳亮平
- 千代田マリヤ - MASAMI
- 江戸川リュウオウ - 板垣李光人
- 北ミナミ - 心美響
- 練馬ムオン - 緒形幹太
- 世田谷ツバキ - 斎藤洋介
- 台東フジコ - 鳥居みゆき

### スタッフ
- 監督 - 佐藤佐吉
- 企画 - 及川次雄、伊藤秀裕
- プロデューサー - 鷲頭政充、糸井美喜、大塚玲美
- 原作 - 岡田伸一
- 脚本 - 佐藤佐吉、伊藤秀裕
- 撮影 - さのてつろう、岡本和大
- 照明 - 蒔苗友一郎
- 録音 - 沼田和夫
- 美術 - 平井淳郎
- 衣装 - 吉田実穂
- ヘアメイク - 大江一代、氏井美沙
- 編集 - 目見田健
- 音楽 - MOKU
- オープニングテーマ - ナイトメア『TABOO』
- エンディングテーマ - ナイトメア『ドラスティカ』
- 配給 - ティ・ジョイ
- 製作 - 映画「奴隷区 僕と23人の奴隷」製作委員会（コンセプトフィルム、エクセレントフィルムズ、OKエンターテインメント、E☆エブリスタ、双葉社）

## テレビアニメ
漫画版を原作とするテレビアニメ『奴隷区 The Animation』（どれいく ジ・アニメーション）が、2018年4月より6月までTOKYO MXほかにて放送された。内容は原作をほぼ忠実に再現している。

### スタッフ（アニメ）
- 原作 - 岡田伸一、オオイシヒロト[2]
- 監督・シリーズ構成・脚本 - 倉谷涼一[2]
- キャラクターデザイン・総作画監督 - ごとうじゅんじ[2]
- プロップデザイン - 枝松聖[2]
- 美術監督 - 倉田憲一[2]
- 色彩設計 - 津守裕子[2]
- 撮影監督 - 藤田智史[2]
- 3DCGI - 伴善徳[2]
- モニターワークス - 長谷川朋史[2]
- 2Dデザイン - 越阪部ワタル[2]
- 編集 - 櫻井崇[2]
- 音響監督 - 阿部信行[2]
- 音楽 - 長田直之[2]
- 音楽プロデューサー - 安田spacey尊行[2]
- 音楽制作 - SPACEY MUSIC ENTERTAINMENT[2]
- プロデューサー - 小沼利行、中野雄一、柱山泰佐、森田剛、山崎史紀、鈴木英昭、鈴木良兵、吉田裕二、清水広行、安田spacey尊行、仲矢義彦、三枝俊光、五味智明、八田紳作
- アニメーションプロデューサー - 河井敬介、渡辺隆之
- アニメーション制作 - ゼロジー×TNK[2]
- 製作 - 「奴隷区 The Animation」製作委員会（博報堂、双葉社、博報堂DYミュージック&ピクチャーズ、ブルーク、ゼロジー、カカオジャパン、エイ・クラフト、SPACY MUSIC ENTERTAINMENT、イコロ、トーハン、かぴばら、テレビ東京メディアネット）

### 主題歌
オープニングテーマ「カラカラな心」
作詞・作曲・歌 - 阪本奨悟 / 編曲 - 田中隼人
エンディングテーマ「BJ」
作詞 - 安田尊行 / 作曲・編曲 - ミライショウ / 歌 - Pile

### 各話リスト
| 話数 | サブタイトル    | 絵コンテ     | 演出             | 作画監督 |
| ---- | --------------- | ------------ | ---------------- | --- |
| #01  | 選択 -sentaku-  | 倉谷涼一     | 倉谷涼一         | ごとうじゅんじ 神田岳 渡辺はるか                                                                                    |
| #02  | 束縛 -sokubaku- | 西島克彦     | 鈴木薫           | 中島美子 清水勝祐 服部益実 斉藤香織                                                                                 |
| #03  | 被虐 -higyaku-  | 柳沢テツヤ   | 朝岡卓矢         | 石動仁 岩永浩輔 神田岳 櫻井拓郎 二宮奈那子 細田沙織 渡辺はるか                                                      |
| #04  | 計画 -keikaku-  | 大畑晃一     | まつもとよしひさ | 山村俊了 齋藤香織 津熊健徳                                                                                          |
| #05  | 困惑 -konwaku-  | きみやしげる | 和田拓也         | 小林一三 和田拓也                                                                                                   |
| #06  | 自覚 -jikaku-   | 柳沢テツヤ   | 安藤貴史         | 服部憲知 櫻井拓郎 栗井重紀 森悦史 本田創一 冨田佳亨 服部益実 松本和志                                               |
| #07  | 隷属 -reizoku-  | 倉谷涼一     | 吉田俊司         | 岩永浩輔 宇都木勇 神田岳 齊藤佳子 福永純一 渡辺はるか                                                               |
| #08  | 発覚 -hakkaku-  | 西島克彦     | 鈴木薫           | 服部益実 中島美子 清水勝祐 齊藤香織                                                                                 |
| #09  | 交錯 -kousaku-  | 大畑晃一     | 朝岡卓矢         | 齊藤佳子 中島美子 清水勝祐 神田岳 宮澤努 岩永浩輔 櫻井拓郎 斉藤香織 朝岡卓矢 二宮奈那子                             |
| #10  | 転落 -tenraku-  | 柳沢テツヤ   | 相浦和也         | 藤原潤 宇都木勇 服部益実 中島美子 斉藤香織 清水勝祐 齊藤佳子 岩永浩輔 越智博之 山下敏成                             |
| #11  | 収穫 -syukaku-  | 西島克彦     | 水本葉月         | 櫻井拓郎 栗井重紀 服部憲知 青野厚司 宇都木勇 北沢典子 はっとりますみ 冨田佳亨 森山剛史 齊藤佳子 朝岡卓矢 宇田みさき |
| #12  | 起爆 -kibaku-   | 倉谷涼一     | 白石道太         | 神田岳 齊藤佳子 中島美子 清水勝祐 宮澤努 岩永浩輔 櫻井拓郎 朝岡卓矢 ごとうじゅんじ                                  |

### 放送局
| 放送期間                | 放送時間                     | 放送局   | 対象地域 | 備考                      |
| ----------------------- | ---------------------------- | -------- | -------- | ------------------------- |
| 2018年4月13日 - 6月29日 | 金曜 1:00 - 1:30（木曜深夜） | BS11     | 日本全域 | BS放送 / 『ANIME+』枠     |
|                         | 金曜 1:05 - 1:35（木曜深夜） | TOKYO MX | 東京都   |                           |
| 2018年4月14日 - 6月30日 | 土曜 0:30 - 1:00             | AT-X     | 日本全域 | CS放送 / リピート放送あり |

### BD / DVD
| 巻 | 発売日         | 収録話          | 規格品番  | 規格品番  |
| 巻 | 発売日         | 収録話          | BD        | DVD       |
| -- | -------------- | --------------- | --------- | --------- |
| 1  | 2018年7月25日  | 第1話 - 第2話   | PFLB-0001 | PFLU-0036 |
| 2  | 2018年8月8日   | 第3話 - 第4話   | PFLB-0002 | PFLU-0037 |
| 3  | 2018年8月22日  | 第5話 - 第6話   | PFLB-0003 | PFLU-0038 |
| 4  | 2018年9月5日   | 第7話 - 第8話   | PFLB-0004 | PFLU-0039 |
| 5  | 2018年9月19日  | 第9話 - 第10話  | PFLB-0005 | PFLU-0040 |
| 6  | 2018年10月10日 | 第11話 - 第12話 | PFLB-0006 | PFLU-0041 |

### タイアップ
テレビアニメ放送開始3日後にあたる2018年4月16日から30日にかけてゴーゴーカレー秋葉原の2店舗限定で、コラボカレーの販売のほかコラボカレーを注文した人に限りノベルティを先着でプレゼントすることが決定した。